# Homotrysis
Genre
Homotrysis est un genre d'insectes coléoptères décrit pour la première fois par Francis Polkinghorne Pascoe en 1866. On le rencontre principalement en Australie.

## Liste des espèces
- Homotrysis vittata
- Homotrysis torpedo
- Homotrysis sylvestris
- Homotrysis subgeminata
- Homotrysis sexualis
- Homotrysis scutellaris
- Homotrysis scabrosa
- Homotrysis rufulicornis
- Homotrysis rufobrunnea
- Homotrysis rufipes
- Homotrysis ruficornis
- Homotrysis rufa
- Homotrysis rubicunda
- Homotrysis rotundicollis
- Homotrysis regularis
- Homotrysis punctatus
- Homotrysis posttibialis
- Homotrysis pallipes
- Homotrysis pallida
- Homotrysis ornata
- Homotrysis montium
- Homotrysis mastersi
- Homotrysis macleayi
- Homotrysis lugubris
- Homotrysis limbata
- Homotrysis laticollis
- Homotrysis interstitialis
- Homotrysis illidgei
- Homotrysis horni
- Homotrysis hirta
- Homotrysis fusca
- Homotrysis debilicornis
- Homotrysis cylindricollis
- Homotrysis curticornis
- Homotrysis concolor
- Homotrysis cisteloides
- Homotrysis carbonaria
- Homotrysis canescens
- Homotrysis borchmanni
- Homotrysis boops
- Homotrysis bicolor
- Homotrysis armipes
- Homotrysis armata
- Homotrysis albolineata
- Homotrysis aerea
- Homotrysis aenescens